# Anghelache Donescu
Anghelache Donescu (18 de octubre de 1945-28 de agosto de 2023) fue un jinete rumano que compitió en la modalidad de doma. Participó en los Juegos Olímpicos de Moscú 1980, obteniendo una medalla de bronce en la prueba por equipos.

## Palmarés internacional
| Juegos Olímpicos | Juegos Olímpicos | Juegos Olímpicos  | Juegos Olímpicos |
| Año              | Lugar            | Medalla           | Categoría        |
| ---------------- | ---------------- | ----------------- | ---------------- |
| 1980             | Moscú (URSS)     | Medalla de bronce | Por equipos      |